# 森岡清美
森岡 清美（もりおか きよみ、男性、1923年〈大正12年〉10月28日 - 2022年〈令和4年〉1月9日）は、日本の社会学者、東京教育大学・成城大学名誉教授、大乗淑徳学園学術顧問。家族社会学を専門とし、主として宗教と家族のつながりについて多くの著書を著した。

## 来歴
三重県生まれ。1948年（昭和23年）東京文理科大学哲学科卒業。1950年（昭和25年）同大学院修士課程修了､ 同助手、専任講師、東京教育大学助教授、教授、1978年（昭和53年）定年退官、成城大学教授、1994年（平成6年）淑徳大学教授、2002年（平成14年）退職。
1961年（昭和36年）「真宗教団と「家」制度」で東京教育大学文学博士。
1990年（平成2年）紫綬褒章受章。1995年（平成7年）、勲三等瑞宝章受章。東京都立大学名誉教授、放送大学特任教授の森岡淸志は子息。
2022年（令和4年）1月9日、肺炎のため死去。98歳没。

## 著書
- 『真宗教団と「家」制度』創文社 1962
- 『日本の近代社会とキリスト教』評論社（日本人の行動と思想 8）1970
- 『家族周期論』培風館 1973
- 『現代社会の民衆と宗教』評論社（日本人の行動と思想）1975
- 『真宗教団における家の構造』御茶の水書房 1978
- 『家の変貌と先祖の祭』日本基督教団出版局 1984
- 『近代の集落神社と国家統制』吉川弘文館（日本宗教史研究叢書）1987
- 『新宗教運動の展開過程 教団ライフサイクル論の視点から』創文社 1989
- 『現代家族の社会学』放送大学教育振興会 1991
- 『決死の世代と遺書』新地書房 1991→『決死の世代と遺書 補訂版』吉川弘文館 1993
- 『21世紀の世界と宗教を考える』金光教本部教庁 1992
- 『現代家族変動論』ミネルヴァ書房（シリーズ・現代社会と家族）1993
- 『若き特攻隊員と太平洋戦争 その手記と群像』吉川弘文館 1995
- 『華族社会の「家」戦略』吉川弘文館 2002
- 『発展する家族社会学 継承・摂取・創造』有斐閣 2005
- 『明治キリスト教会形成の社会史』東京大学出版会 2005
- 『ある社会学者の自己形成 幾たびか嵐を越えて』ミネルヴァ書房（シリーズ「自伝」my life my world）2012

### 共編著
- 『地方小都市におけるキリスト教会の形成 上州安中教会の構造分析』編著 日本基督教団宣教研究所 1959
- 『家族社会学』 有斐閣双書 1967
- 『現代社会学の基本問題』山根常男共編 有斐閣双書 1968
- 『新・家族関係学』 中教出版 1974
- 『ストレス学入門 積極的生命観のすすめ』加藤正明共編 有斐閣選書 1975
- 『家と現代家族』山根常男共編 培風館 1976
- 『現代家族のライフサイクル』 培風館 1977
- 『変動期の人間と宗教』 未來社 1978
- 『新しい家族社会学』望月嵩共編 培風館 1983
- 『ライフコースと世代 現代家族論再考』青井和夫共編 垣内出版 1985
- 『近現代における「家」の変質と宗教』 新地書房 1986
- 『現代日本人のライフコース』青井和夫共編 日本学術振興会 1987
- 『家族関係』望月嵩共編 放送大学教育振興会 1987
- 『新社会学辞典』 有斐閣 1993
- 『教会教育による教会形成』岩村信二共著 新教出版社 1995

### 翻訳
- J.F.スタイナー『人種接触の社会心理学』ハーベスト社 2006

### 関連文献
- 大谷栄一・寺田喜朗 編『森岡清美の宗教社会学 その検証と継承』 	法藏館　2025年5月　ISBN　	9784831857286